# Força Aérea Equatoriana
A Força Aérea Equatoriana (em castelhano:  Fuerza Aérea Ecuatoriana, FAE) é o braço aéreo das Forças Armadas do Equador, responsável pela proteção do espaço aéreo equatoriano.

## História
A FAE foi oficialmente criada em 27 de outubro de 1920. Entretanto, como em muitos outros países, as atividades de voo militares começaram antes da data formal de criação de uma força aérea. A história do Equador é marcada por muitos conflitos com seu vizinho Peru. Como um resultado direto da crise Equador-Peru de 1910, os membros do Club de Tiro Guayaquil decidiram expandir suas atividades esportivas também na aviação. Renomeado para Club de Tiro y Aviación, iniciaram uma escola de aviação. Cosme Rennella Barbatto, um italiano vivendo em Guayaquil, foi um dos primeiros membros deste clube. Em 1912, foi enviado para a Itália para ser treinado, graduando com sucesso como piloto. Posteriormente, retornaria à Europa uma segunda vez em 1915, onde participou na Primeira Guerra Mundial. Em 152 saídas para combate, conseguiu 18 vitórias, apesar de apenas 7 serem confirmadas. Quando retornou para o Equador, suas experiências serviram como motivação para um reduzido grupo de pilotos equatorianos, que mudaram-se para a Escola de Aviação em Turim, na Itália, com o objetivo de graduarem-se como os primeiros pilotos equatorianos da nascente Aviação Militar Equatoriana. 
Em 1939, a Força Aérea Equatoriana ainda era limitada a cerca de 30 aeronaves e 60 militares, incluindo 10 oficiais. A aviação militar não havia sido levada a sério até o início da década de 1940, quando uma missão equatoriana para os Estados Unidos resultou na entrega de uma variedade de aeronaves para a Escola de Aviação em Salinas. Três Ryan PT-22 Recruits, seis Curtiss-Wright CW-22 Falcon, seis Fairchild PT-19A Cornell e três North American AT-6A Harvard chegaram em março de 1942, melhorando consideravelmente a capacdade da Escuela de Aviación em Salinas. 
As décadas de 1950 e 1960 viram um crescimento ainda maior para a força aérea, com mais unidades e aeronaves. Enquanto isso, eram feitos esforços para melhorar as instalações em várias bases aéreas. Em maio de 1961, a "Primeira Zona Aérea", com sua unidade subordinada Ala de Transportes No. 11, foi fundada. A "Segunda Zona Aérea" controlava as unidades da parte sul do Equador, com a Ala de Combate No.21 em Taura, Ala de Rescate No.22' em Guayaquil e Ala de Combate No. 23 em Manta, além da Escuela Superior Militar de Aviación "Cosme Rennella B." (ESMA) em Salinas.
A Ala 11 tinha sua própria empresa aérea comercial, como em muitos outros países sul-americanos, a Transporte Aérea Militar Ecuatoriana (TAME). Além das aeronaves de transporte militar, utiliza também aviões comerciais. Voando para locais onde outras empresas não operam, a TAME fornece um serviço adicional para os equatorianos.

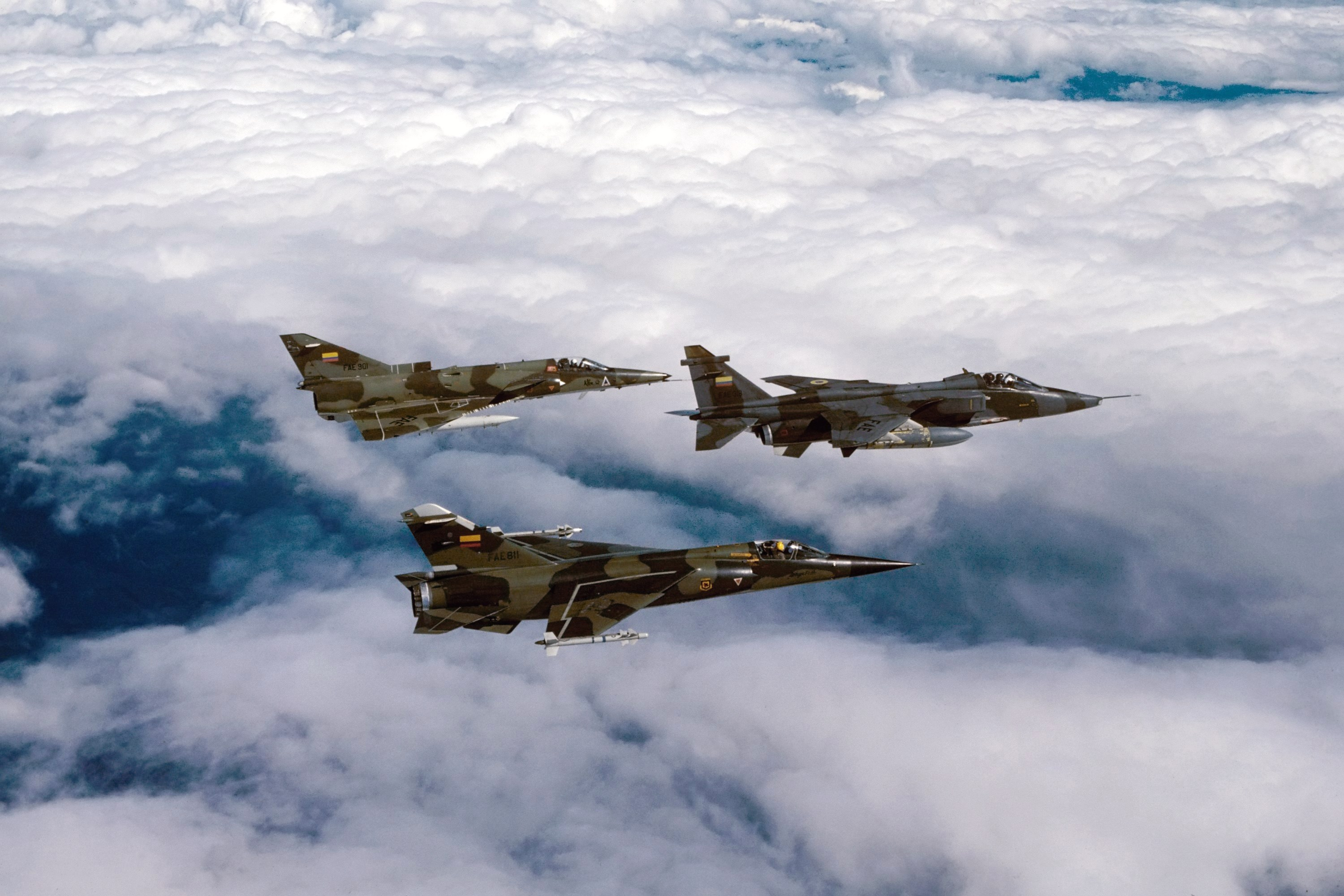
Três aeronaves da Força Aérea Equatoriana em 1986

A FAE foi acionada em várias ocasiões. Uma disputa de território contínua com o Peru se acendeu em 1981 e 1995. Hoje a FAE luta contra as drogas e opera em várias missões logísticas e humanitárias na região amazônica do país. Ainda assim, por ser um país sem muitos recursos, manter uma força aérea relativamente grande é um fardo.

## Estrutura
Está é a atual estrutura da Força Aérea Equatoriana:
- Ala de combate 21 - Base Aérea de Taura
  - Esc. de combate 2112 "Cheetah" - operando o Atlas Cheetah
- Ala de combate 22 - Base Aérea Simon Bolivar
  - Esc. de combate 2211 - operando Cessna 206
  - Esc. de combate 2212 - operando TH-57
- Ala de combate 23 - Base Aérea de Eloy Alfaro Air Base
  - Esc. de combate 2311 "Dragones" - operando A-29 Super Tucano
- Ala de transporte 11 - Base Aérea de Cotopaxi (parte do Aeroporto Internacional de Latacunga)
  - Esc. de transporte 1111 "Hercules" - operando C-130H/L100-30
  - Esc. de transporte 1112 "Avro" - operando CASA C-295
  - Esc. de transporte 1113 "Twin Otter" - operando DHC-6 Twin Otter
  - Esc. de transporte 1114 "Sabreliner" - operando Sabreliner
- Escuela Superior Militar de Aviacion "Cosme Rennella" - Base Aérea de Salinas - operando Diamond DA20

## Aeronaves

### Frota atual

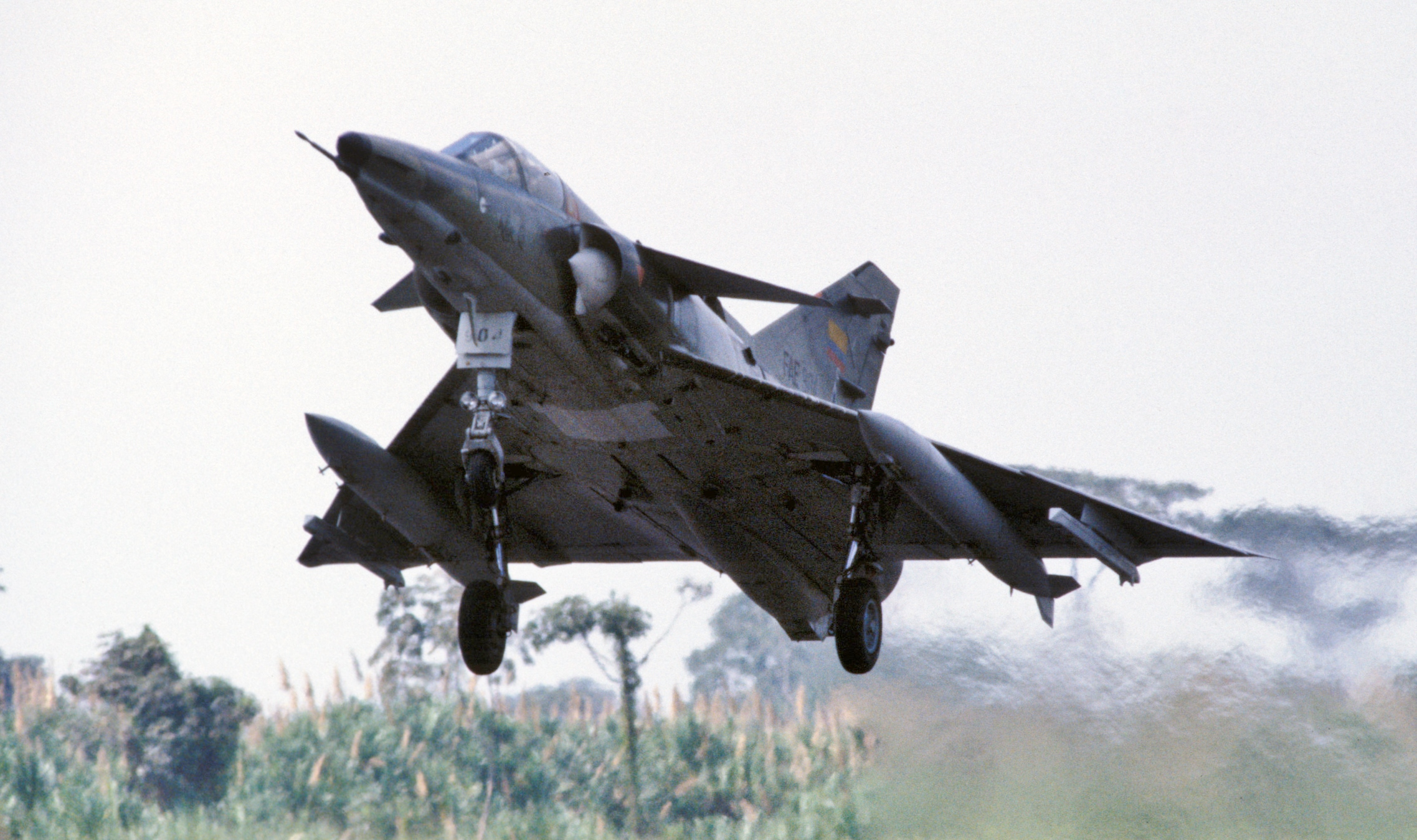
Um IAI Kfir equatoriano em decolagem durante o Exercício Blue Horizon em 1986

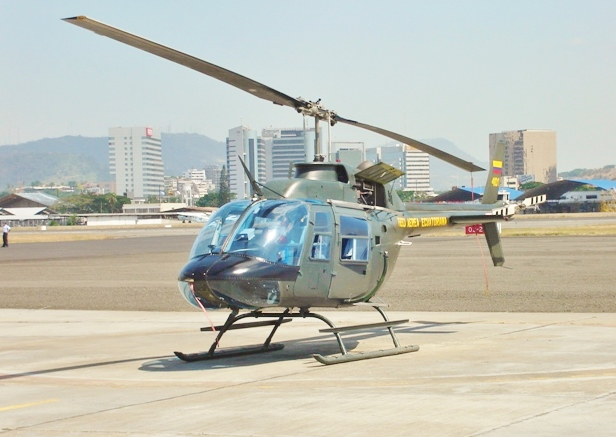
Um Bell 206 Jet Ranger

| Aeronave             | Origem               | Tipo                    | Variante             | Em serviço           | Notas |                      |
| Aeronaves de combate | Aeronaves de combate | Aeronaves de combate    | Aeronaves de combate | Aeronaves de combate | Aeronaves de combate | Aeronaves de combate |
| -------------------- | -------------------- | ----------------------- | -------------------- | -------------------- | --- | -------------------- |
| Atlas Cheetah        | África do Sul        | caça                    | Cheetah C            | 9                    | variante melhorada do Dassault Mirage III |                      |
| Transporte           |                      |                         |                      |                      | |                      |
| Boeing 737           | Estados Unidos       | VIP                     |                      | 1                    | |                      |
| Boeing 727           | Estados Unidos       | transporte / VIP        |                      | 1                    | |                      |
| C-130 Hercules       | Estados Unidos       | transporte              | C-130E/H             | 3                    | |                      |
| CASA C-295           | Espanha              | transporte / SAR        |                      | 3                    | |                      |
| DHC-6 Twin Otter     | Canadá               | utilitário / transporte |                      | 2                    | Aeronave com capacidade STOL |                      |
| Super King Air       | Estados Unidos       | utilitário              | 350                  | 1                    | |                      |
| Helicópteros         |                      |                         |                      |                      | |                      |
| Bell 206             | Estados Unidos       | utilitário / treinador  |                      | 8                    | |                      |
| Leonardo AW119       | Itália               | utilitário              | Mk II                | 4                    | |                      |
| Treinador            |                      |                         |                      |                      | |                      |
| EMB 314 Super Tucano | Brasil               | treinador avançado      |                      | 17                   | |                      |
| VANT                 |                      |                         |                      |                      | |                      |
| UAV-2 Hawk           | Equador              | vigilância              |                      |                      | VANT desenvolvido a nível nacional«Ecuador; Air Force receives indigenously developed UAV» (em inglês). 16 de janeiro de 2014. Arquivado do original em 16 de janeiro de 2014</ref> |                      |

### Armamento

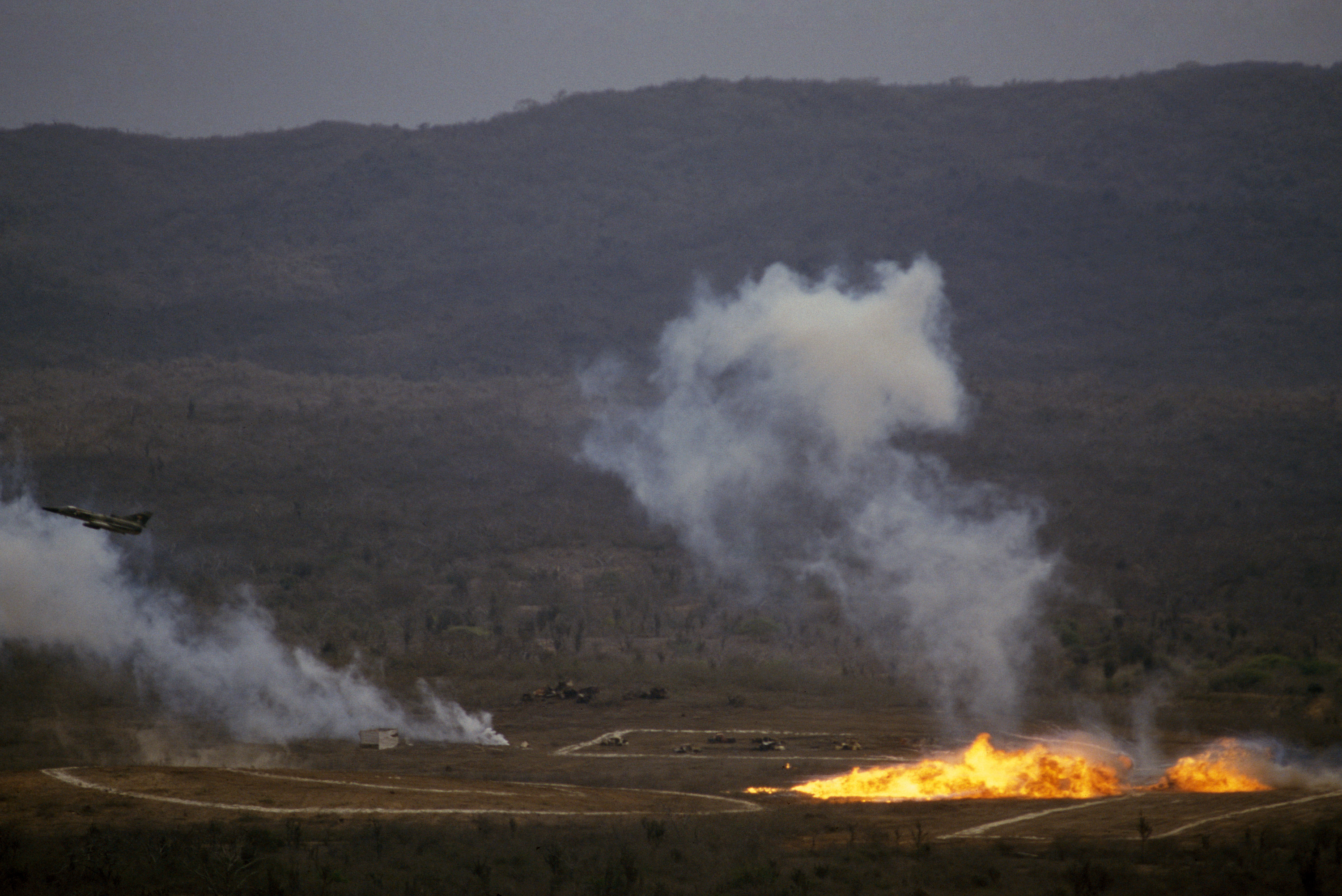
Kfir C.2 soltando bombas napalm durante o Exercício Blue Horizon, em conjunto com os Estados Unidos

| Nome                                                | Origem           | Tipo                                           | Notas                                                                                       |                  |                  |                  |
| Sistemas de mira                                    | Sistemas de mira | Sistemas de mira                               | Sistemas de mira                                                                            | Sistemas de mira | Sistemas de mira | Sistemas de mira |
| --------------------------------------------------- | ---------------- | ---------------------------------------------- | ------------------------------------------------------------------------------------------- | ---------------- | ---------------- | ---------------- |
| POD Vinten Vicon 601 GP                             | Reino Unido      | Contêiner de busca                             | POD de reconhecimento aéreo de longo alcance com a possibilidade de enviar imagens oblíquas |                  |                  |                  |
| Thomson-CSF ATLIS II                                | França           | Contêiner de busca                             | POD de guia de mira, com contêiner de designação de alvo a laser/eletro-óptica              |                  |                  |                  |
| FLIR                                                |                  |                                                |                                                                                             |                  |                  |                  |
| FLIR AN/AAQ-22 Star SAFIRE III                      | Estados Unidos   | FLIR                                           | Sensores eletro-ópticos/infravermelhos                                                      |                  |                  |                  |
| Míssil ar-ar                                        |                  |                                                |                                                                                             |                  |                  |                  |
| AIM-9 Sidewinder                                    | Estados Unidos   | Míssil de curto alcance com guia infravermelho | AIM-9L                                                                                      |                  |                  |                  |
| Matra R.550 Magic                                   | França           | Curto alcance                                  | ▪ Magic Mk.1 ▪ Magic Mk.2                                                                   |                  |                  |                  |
| Kentron V3B Kukri                                   | África do Sul    | Curto alcance com infravermelho                |                                                                                             |                  |                  |                  |
| MAA-1 Piranha                                       | Brasil           | Curto alcance                                  | ▪ MAA-1A ▪ MAA-1B                                                                           |                  |                  |                  |
| RAFAEL Python                                       | Israel           | Curto alcance com infravermelho                | - Shafrir-2 - Python-3 - Python-4 - Python-5                                                |                  |                  |                  |
| RAFAEL Derby                                        | Israel           | Curto e médio alcance (BVR)                    |                                                                                             |                  |                  |                  |
| R-Darter                                            | África do Sul    | Curto e médio alcance guiado por radar (BVR)   |                                                                                             |                  |                  |                  |
| Míssil ar-terra                                     |                  |                                                |                                                                                             |                  |                  |                  |
| AS-30                                               | França           | Curto e médio alcance com guia a laser         | AS-30L                                                                                      |                  |                  |                  |
| Bomba de penetração anti-pista de pouso e decolagem |                  |                                                |                                                                                             |                  |                  |                  |
| Matra Durandal                                      | França           |                                                |                                                                                             |                  |                  |                  |
| Bomba de uso geral                                  |                  |                                                |                                                                                             |                  |                  |                  |
| Mark 82                                             | Estados Unidos   | Bomba não guiada de 227 kg                     |                                                                                             |                  |                  |                  |
| Foguetes                                            |                  |                                                |                                                                                             |                  |                  |                  |
| SNEB                                                | França           | Projétil de foguete ar-terra não guiado        | Foguetes de 68 mm (2.7 in)                                                                  |                  |                  |                  |
| SBAT-70                                             | Brasil           | Projétil de foguete ar-terra não guiado        | 70 mm - 19 foguetes                                                                         |                  |                  |                  |
| SBAT-127                                            | Brasil           | Projétil de foguete ar-terra não guiado        | 127 mm - 7 foguetes                                                                         |                  |                  |                  |
| Bomba inteligente                                   |                  |                                                |                                                                                             |                  |                  |                  |
| Elbit Lizard                                        | Israel           | Kits de bombas Mark 82 guiadas                 |                                                                                             |                  |                  |                  |
| Bombas incendiárias                                 |                  |                                                |                                                                                             |                  |                  |                  |
| CBU-55                                              | Estados Unidos   | Bomba de fragmentação termobárica              | Napalm                                                                                      |                  |                  |                  |
| Míssil antinavio                                    |                  |                                                |                                                                                             |                  |                  |                  |
| MBDA Exocet                                         | França           |                                                | AM.39                                                                                       |                  |                  |                  |

### Defesa aérea
| Nome                                | Origem               | Tipo                            | Em serviço           | Notas |                      |                      |
| Míssil superfície-ar                | Míssil superfície-ar | Míssil superfície-ar            | Míssil superfície-ar | Míssil superfície-ar | Míssil superfície-ar | Míssil superfície-ar |
| ----------------------------------- | -------------------- | ------------------------------- | -------------------- | --- | -------------------- | -------------------- |
| 9K33 Osa                            | União Soviética      | Sistema SAM Anfíbio             | 15                   | |                      |                      |
| MIM-72 Chaparral                    | Estados Unidos       | Sistema SAM Anfíbio             | 25                   | |                      |                      |
| Radar de defesa aérea               |                      |                                 |                      | |                      |                      |
| AR-15M                              | Reino Unido          | Radar                           | 1                    | Radar tridimensional |                      |                      |
| AR-3D                               | Reino Unido          | Radar                           | 2                    | Radar de longo alcance |                      |                      |
| 36D-6                               | Ucrânia              | Radar                           | 2                    | Radar de médio alcance |                      |                      |
| AN/TPS-70                           | Estados Unidos       | Radar                           | 4                    | Radar tridimensional Banda S de longo alcance                                                                                    |                      |                      |
| AN/TPS-78                           | Estados Unidos       | Radar                           | 1                    | Radar de escaneamento eletrônico passivo tridimensional de longo alcanceDoado pelos Estados Unidos                               |                      |                      |
| Radar Lanza                         | Espanha              | Radar                           | 4                    | Radar tridimensional com escaneamento eletrônico de longo alcanceRadar mecânico rotativo/eletrônico                              |                      |                      |
| Oerlikon Skyguard II                | Suíça                | Radar para controle de incêndio | 22                   | Suporte logístico para sistemas antiaéreos Oerlikon                                                                              |                      |                      |
| Artilharia antiaérea autopropulsada |                      |                                 |                      | |                      |                      |
| ZSU-23-4 Shilka                     | União Soviética      | SPAAG                           | 44                   | Todos recebidos da Nicarágua em 1997.                                                                                            |                      |                      |
| M163 VADS                           | Estados Unidos       | SPAAG                           | 50                   | |                      |                      |
| Defesa antiaérea                    |                      |                                 |                      | |                      |                      |
| Oerlikon GDF-003                    | Suíça                | Canhão automático duplo         | 30                   | Canhão automático de 35 mm rebocável, operando em conjunto com o sistema Skyguard II                                             |                      |                      |
| M167 VADS                           | Estados Unidos       | Canhão rotativo                 | 30                   | Canhão antiaéreo de 20 mm automático                                                                                             |                      |                      |
| ZSU-23-2                            | União Soviética      | Canhão automático duplo         | 34                   | Canhão antiaéreo de 23 mm automático rebocávelTodos recebidos da Nicarágua em 1997.                                              |                      |                      |
| Bofors M1                           | Suécia               | Canhão automático               | 40                   | Canhão antiaéreo de 40 mm automático rebocável - L/60 - L/70                                                                     |                      |                      |
| ZPU-4                               | União Soviética      | Metralhadora antiaérea          | 128                  | Metralhadora antiaérea de 14.5 mm automático rebocável - ZPU-1 - ZPU-2 - ZPU-4                                                   |                      |                      |
| M45 Quadmount                       | Estados Unidos       | Metralhadora antiaérea          | 226                  | 4x 50 metralhadora antiaérea de 12.7 mm, modernizada com novos sistemas e alguns montados em caminhões Unimog e veículos CUCV II |                      |                      |

### Infantaria aérea
| Nome                             | Tipo                      | Calibre                   | Origem                    | Em serviço                | Notas                                                         |
| Metralhadora de uso geral        | Metralhadora de uso geral | Metralhadora de uso geral | Metralhadora de uso geral | Metralhadora de uso geral | Metralhadora de uso geral                                     |
| -------------------------------- | ------------------------- | ------------------------- | ------------------------- | ------------------------- | ------------------------------------------------------------- |
| FN MAG                           |                           | 7,62×51mm NATO            | Bélgica                   |                           | Metralhadora padrão de uso geral                              |
| Heckler & Koch HK21              | HK21E                     | 7,62×51mm NATO            | Alemanha                  |                           | Metralhadora padrão de uso geral para as Forças Especiais     |
| Fuzil de assalto                 |                           |                           |                           |                           |                                                               |
| FN FAL                           |                           | 7,62×51mm NATO            | Bélgica                   |                           | Fuzil de assalto padrão                                       |
| M4                               | A1                        | 5,56×45mm NATO            | Estados Unidos            |                           | Forças Especiais                                              |
| Pistola-metralhadora             |                           |                           |                           |                           |                                                               |
| IMI Uzi                          |                           | 9x19mm Parabellum         | Israel                    |                           | Forças Especiais                                              |
| Colt 9mm SMG                     |                           | 9x19mm Parabellum         | Estados Unidos            |                           | Forças Especiais                                              |
| Pistola semiautomática           |                           |                           |                           |                           |                                                               |
| M1911                            |                           | .45 ACP                   | Estados Unidos            |                           | Pistola padrão                                                |
| Granada de mão                   |                           |                           |                           |                           |                                                               |
| M26                              | M26A1/M61                 |                           | Estados Unidos            |                           |                                                               |
| Mira Red Dot                     |                           |                           |                           |                           |                                                               |
| Advanced Combat Optical Gunsight | Mira telescópica          |                           | Estados Unidos            |                           | Forças Especiais                                              |
| Aimpoint CompM4                  | Mira telescópica          |                           | Estados Unidos            |                           | Forças Especiais                                              |
| Lança-granada                    |                           |                           |                           |                           |                                                               |
| M203                             |                           | 40 mm                     | Estados Unidos            |                           | Lança-granadas equipados nas carabinas M4.                    |
| Fuzil de precisão                |                           |                           |                           |                           |                                                               |
| Heckler & Koch PSG1              | Fuzil de precisão         | 7,62×51mm NATO            | Alemanha                  |                           |                                                               |
| M14                              | Fuzil de precisão         | 7,62×51mm NATO            | Estados Unidos            |                           |                                                               |
| Morteiro                         |                           |                           |                           |                           |                                                               |
| Hirtenberger M6C-210             |                           | 60 mm                     | Áustria                   |                           | Morteiro leve, utilizado por unidades de operações especiais. |
| Veículo de combate de infantaria |                           |                           |                           |                           |                                                               |
| BTR-60                           | Veículo anfíbio           |                           | União Soviética           | 10                        | Veículo de comando operando com o SA-8                        |

### Aposentados
Outras aeronaves já operadas pela Força Aérea Equatoriana incluem o BAC Strikemaster, Cessna A-37 Dragonfly, Dassault Mirage 5, Dassault Mirage F1, English Electric Canberra, Gloster Meteor, Hawker Siddeley HS 748, Republic P-47 Thunderbolt, SEPECAT Jaguar e HAL Dhruv.